# Holmiwskyj
Holmiwskyj (ukrainisch Гольмівський; russisch Гольмовский/Golmowski) ist eine Siedlung städtischen Typs im Osten der Ukraine in der Oblast Donezk mit etwa 6900 Einwohnern.
Die Siedlung städtischen Typs befindet sich im Norden des Stadtgebiets von Horliwka, etwa 12 Kilometer vom Stadtzentrum und 51 Kilometer nördlich vom Oblastzentrum Donezk entfernt am Fluss Bachmutka (Бахмутка) gelegen.
Verwaltungstechnisch gehört der Ort zur Stadtgemeinde von Horliwka und bildet hier wiederum als Teil des Stadtrajons Mykytiwka zusammen mit der Ansiedlung Hladossowe (Гладосове) eine eigene Siedlungsratsgemeinde.
Der Ort wurde 1875 gegründet und hat seit 1938 den Status einer Siedlung städtischen Typs. Im Verlauf des Ukrainekrieges wurde der Ort 2014 durch Separatisten der Volksrepublik Donezk besetzt.

## In Holmiwskyj geboren
- Kyrylo Stremoussow (1976–2022), russisch-ukrainischer Politiker und Blogger